# بايزاو
بايزاو هي قرية في مقاطعة نقدة، إيران. عدد سكان هذه القرية هو 58 في سنة 2006.